# Stenospermation pteropus
Stenospermation pteropus — вид квіткових рослин із родини кліщинцевих (Araceae), роду Stenospermation. Це витка рослина, рідним ареалом якої є Коста-Рика.